# Plaza de España (Vigo)
La plaza de España es una plaza situada en la ciudad española de Vigo.

## Descripción

### Monumento a los caballos
El monumento a los caballos es una estatua de bronce situada en el centro de la plaza. Fue diseñado por Juan Oliveira e instalada en el año 1991. Con su construcción se substituyó una antigua fuente circular con chorros de diferentes colores donada por el productor cinematográfico Cesáreo González al ayuntamiento durante el mandato de Rafael Portanet. Anteriormente a esta fuente, en el centro de la glorieta se levantaba el pétreo Monumento a los héroes de la Reconquista de Vigo, obra del escultor Julio González Pola, que actualmente preside la peatonal plaza de la Independencia de la misma ciudad.

### Arquitectura
La plaza de España apenas tiene edificios pese a ser una de las plazas más extensas de la ciudad. Entre sus construcciones más destacadas, se encuentra un chalet que antiguamente fue residencia del industrial vigués Enrique Lorenzo Docampo y también sede administrativa del Real Club Celta de Vigo.

## Galería de imágenes

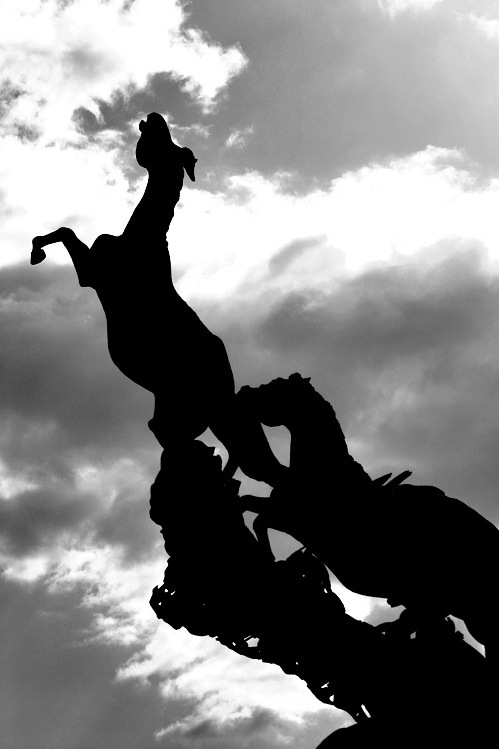
Detalle de la escultura a contraluz.
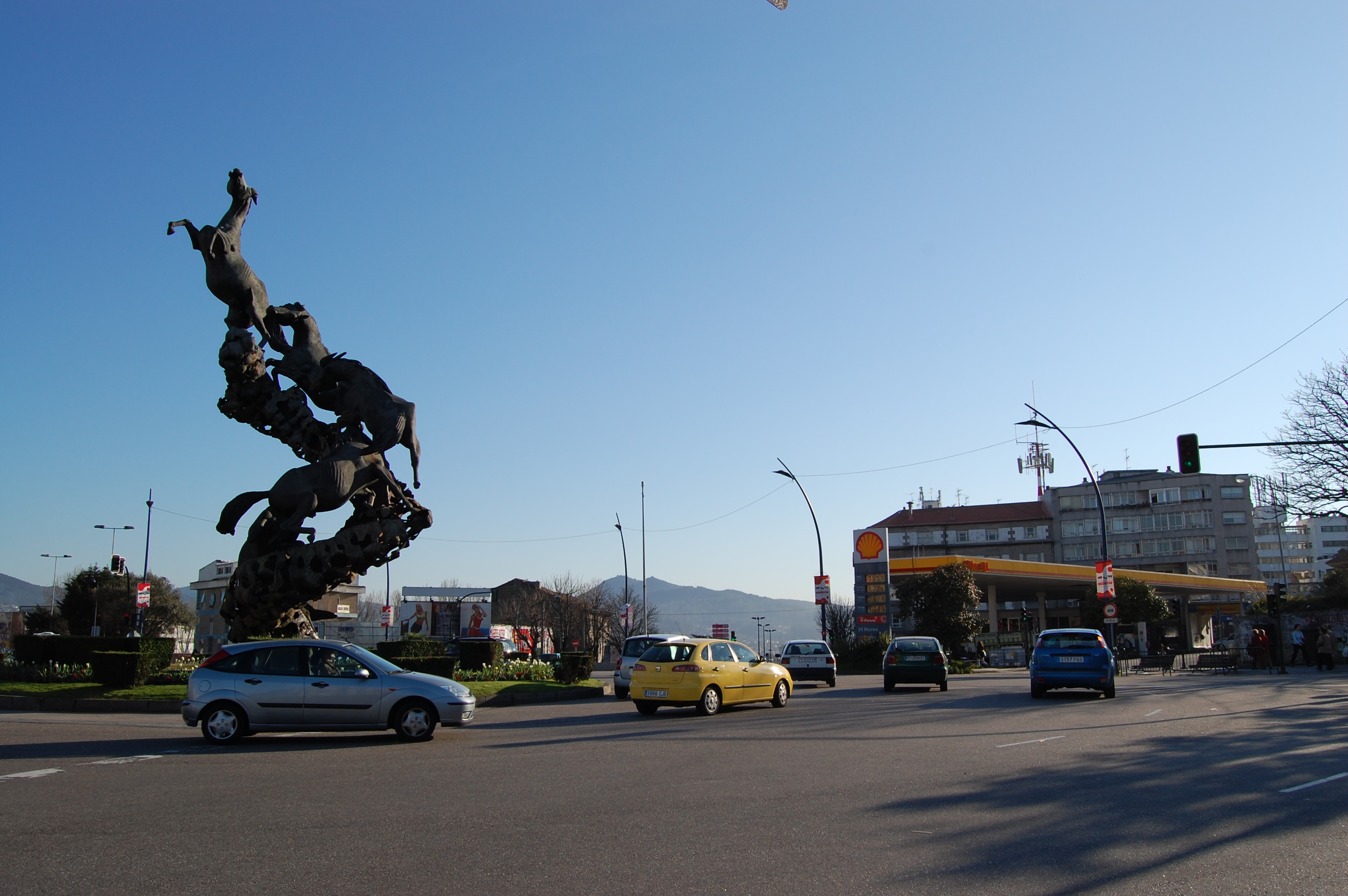
Plaza de España, con la fuente presidiendo la glorieta.
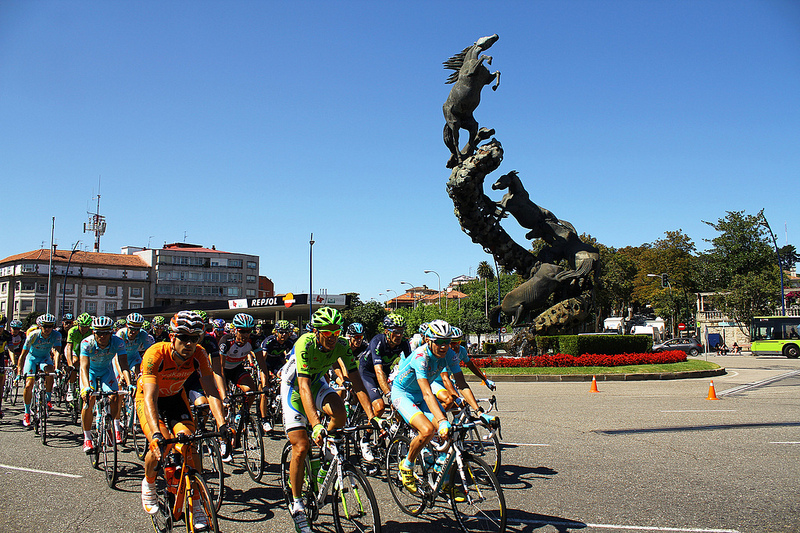
Etapa de la Vuelta ciclista a España a su paso por Vigo en 2013.